# A la casa del costat
A la casa del costat (també coneguda com a Andra sidan) és una pel·lícula de terror i de misteri sueca del 2020 escrita i dirigida per Oskar Mellander i Tord Danielsson. La pel·lícula es va estrenar a Suècia el 23 d'octubre de 2020. S'ha subtitulat al català amb la distribució d'A contracorriente Films.

## Sinopsi
Quan la Shirin es muda a una casa nova amb el seu nou xicot Fredrik i el seu fill Lucas, de cinc anys, sembla una bona idea viure junts en família. En Lucas encara està lluitant amb la mort recent de la seva mare, de manera que a la Shirin no la sorprèn la seva pregunta sobre si les persones mortes poden tornar. Tanmateix, quan parla de la seva nova amiga de la casa del costat, ella sospita perquè l'altra meitat de la casa fa anys que està deshabitada. A poc a poc, descobreix que la casa guarda un secret terrible i que alguna cosa dolenta persegueix en Lucas.

## Repartiment
- Jakob Fahlstedt com a Polis
- Janna Granström com a Julia
- Dilan Gwyn com a Shirin
- Karin Holmberg com a Katja
- Troy James com a monstre
- Eddie Eriksson Dominguez
- Henrik Norlén com a Peter Lindvall
- Linus Wahlgren com a Fredrik
- Niklas Jarneheim com a Mäklare
- Sovi Rydén